# Panicum natalense
Panicum natalense är en gräsart som beskrevs av Ferdinand von Hochstetter. Panicum natalense ingår i släktet vipphirser, och familjen gräs. Inga underarter finns listade i Catalogue of Life.